# کوه دایدوکسان
دایدوکسان (به لاتین: Daedeoksan) یک کوه در کره جنوبی است که در کره جنوبی واقع شده‌است. دایدوکسان ۱٬۳۰۷ متر بالاتر از سطح دریا واقع شده‌است.